# Anders Frithiof August
Anders Frithiof August (født 15. juni 1978 i København) er en dansk manuskriptforfatter, uddannet fra Den Danske Filmskole i 2007.
Han skrev Grisen, der blev nomineret til en Oscar for bedste kortfilm i 2009, og to spillefilm, Camping og Applaus der begge havde premiere i 2009. I 2011 er der premiere på komedien Superclásico instrueret af Ole Christian Madsen og filmen om Dirch Passer instrueret af Martin Zandvliet, begge film skrevet af August sammen med instruktøren. I 2011 modtog han talentprisen Nordisk Film Prisen for sit arbejde som manuskriptforfatter.
Han er søn af filminstruktør Bille August. 